# Geremia Discanno
Geremia Discanno (parfois orthographié Di Scanno), né le 20 mai 1839 à Barletta et mort le 14 janvier 1907 à Naples, est un peintre italien de genre et de paysage.

## Biographie
Geremia Discanno naît le 20 mai 1839 à Barletta.
Il arrive à Naples en 1860 et étudie à l'Istituto di Belle Arti. Il étudie ensuite à Florence avec l'aide d'une pension de sa province. Il se spécialise dans la peinture de scènes de la Rome antique.
Sa vie se déroule principalement à Pompéi, d'où, pendant la période de plus grande ferveur historique des fouilles et des nouvelles découvertes dans la ville antique, ses reproductions en couleur, précises et expressives, des fresques de la domus font connaître en Europe toute l'iconographie de l'imagerie gréco-romaine, telle qu'elle est redécouverte sur les murs antiques remis au jour.
Geremia Discanno meurt le 14 janvier 1907 à Naples.